# Dionne Demarteau
Dionne Demarteau (Geleen, 13 mei 1987) is een Nederlands voetballer.

## Carrière
Demarteau speelde in haar jeugdjaren bij sv Haslou, voordat zij met Fortuna Wormerveer in de hoofdklasse voor vrouwen ging spelen. In haar eerste jaar won ze direct de KNVB beker met de club. In 2007 vertrok ze naar AZ om mee te doen met de nieuw opgerichte Eredivisie. In haar eerste jaar werd ze direct landskampioen met de club. Hierdoor mocht ze in seizoen 2008/09 met de club ook uitkomen in de UEFA Women's Cup. Ook in haar tweede jaar werd ze kampioen met AZ. In seizoen 2009/10 scoorde ze voor AZ het enige doelpunt in de Champions League.
In seizoen 2010/11 speelde ze haar laatste seizoen bij AZ, die besloten te stoppen met de vrouwentak. In de laatste wedstrijd van het seizoen werd de KNVB beker gewonnen. Daarna stapte ze over naar SC Telstar VVNH.

## Erelijst
- KNVB beker: 2006 (Fortuna Wormerveer), 2011 (AZ)
- Landskampioen: 2008, 2009, 2010 (AZ)

## Statistieken
| Seizoen | Club               | Land      | Competitie  | Wedstrijden | Doelpunten |
| ------- | ------------------ | --------- | ----------- | ----------- | ---------- |
| 2005/06 | Fortuna Wormerveer | Nederland | Hoofdklasse | -           | -          |
| 2006/07 | Fortuna Wormerveer | Nederland | Hoofdklasse | -           | -          |
| 2007/08 | AZ                 | Nederland | Eredivisie  | ?           | ?          |
| 2008/09 | AZ                 | Nederland | Eredivisie  | 15          | 1          |
| 2009/10 | AZ                 | Nederland | Eredivisie  | 10          | 1          |
| 2010/11 | AZ                 | Nederland | Eredivisie  | 0           | 0          |
| 2011/12 | Telstar            | Nederland | Eredivisie  | 0           | 0          |